# Jorge Botelho Moniz
 Jorge Augusto Alves Dias Botelho Moniz (Lisboa, 29 de novembro de 1898 — Lisboa, 29 de julho de 1961) foi um oficial do Exército Português, grande proprietário agrícola, empresário e gestor de empresas, que se destacou no campo político como deputado ao Congresso da República e como deputado na Assembleia Nacional e procurador na Câmara Corporativa do Estado Novo.

## Biografia
Nasceu em Lisboa, filho de José Carlos Botelho Moniz, militar, e de sua mulher Maria Carlota Alves Dias. Foi irmão do oficial general do Exército Português e político Júlio Carlos Alves Dias Botelho Moniz.
Concluiu o curso militar da Escola do Exército, cedo abandonou a carreira militar, dedicando-se às suas empresas e à política. Entra na política aos 18 anos de idade, com a sua participação no golpe de Sidónio Pais de 5 de dezembro de 1917. Revela-se um sidonista convicto, apoiante ativo de Sidónio Pais e das soluções autoritárias por este defendidas.
Em 1918, com apenas 19 anos de idade, foi eleito deputado do Partido Nacional Republicano pelo círculo eleitoral de Aljustrel. Apesar do assassinato de Sidónio Pais em dezembro de 1918, manteve-se politicamente ativo. Em 1919 combateu a revolta monárquica de Monsanto, revelando-se, apesar do seu pendor conservador, foi um republicano convicto.
Foi militante do Partido Republicano Nacionalista, chefiado por Álvaro de Castro e Cunha Leal. Em 1926 acompanhou Cunha Leal na fundação da União Liberal Republicana. Nesse mesmo ano apoiou, com o seu irmão Júlio Botelho Moniz, o golpe de 28 de maio de 1926 e a instauração da Ditadura Militar.
Durante a Ditadura Militar (1926-1933) participou no combate às revoltas contra a nova situação e defendeu ativamente a colaboração de Portugal com as forças franquistas na Guerra Civil de Espanha. Apoiou ativamente os franquistas à frente de uma força de voluntários portugueses.
Após a instauração do regime corporativo do Estado Novo, foi um entusiasta da fundação da Legião Portuguesa e exerceu as funções de deputado à Assembleia Nacional na IV legislatura (1945-1949), na V legislatura (1949-1953) e na VI legislatura (1953-1957).
No campo profissional, foi diretor comercial da Federação dos Sindicatos Agrícolas do Centro de Portugal (1920-1924) e foi administrador da Companhia União Fabril dos Azotos, em cuja representação integrou a Comissão Reguladora de Produtos Químicos e Farmacêuticos e presidiu à Comissão de Adubos da AIP, e em cuja qualidade integrou a Câmara Corporativa na VII Legislatura (1957-1961) em representação da indústria de produção de produtos azotados. Foi presidente da assembleia geral de A Tabaqueira.
Foi um dos fundadores do Rádio Clube Português (1931) e administrador da RTP (1957).

É autor do livro: Campanha Eleitoral (palestras radiofónicas) de 1949. 